# Escadre aérienne des forces de défense botswanaises
L' Escadre aérienne de la force de défense du Botswana (anglais : Botswana Defence Force Air Wing) est la composante aérienne de la Force de défense du Botswana.

## Histoire

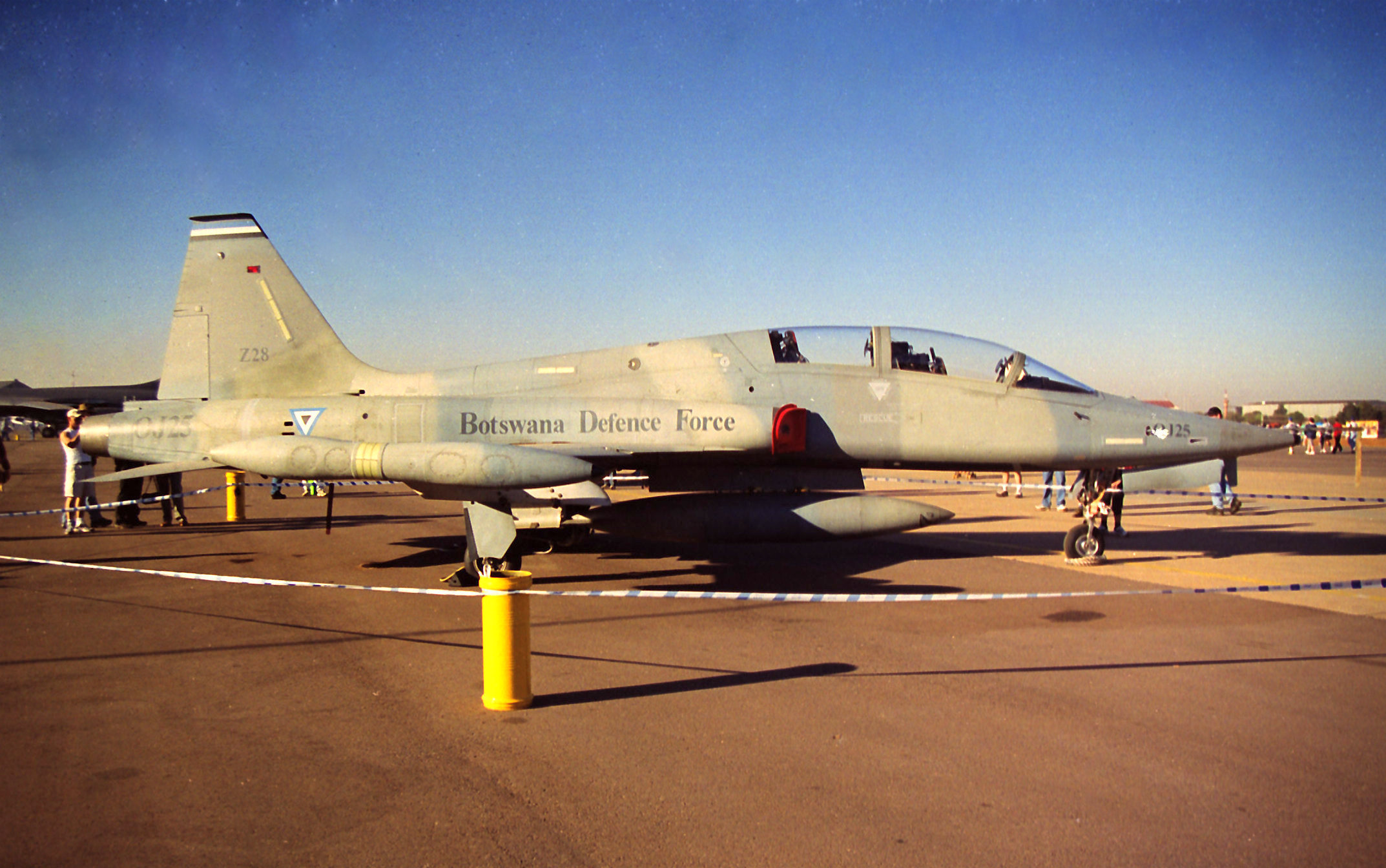
Un CF-5 du Botswana en 2002.

Elle est formée en avril 1977 lors de la constitution de la force de défense du Botswana d'après une force de police. Le 9 mai 1978, un Britten-Norman Defender est accidenté. Le 9 août 1979, un autre Defender est abattu par un hélicoptère Alouette III de la Rhodesian Air Force, les deux pilotes sont tués.

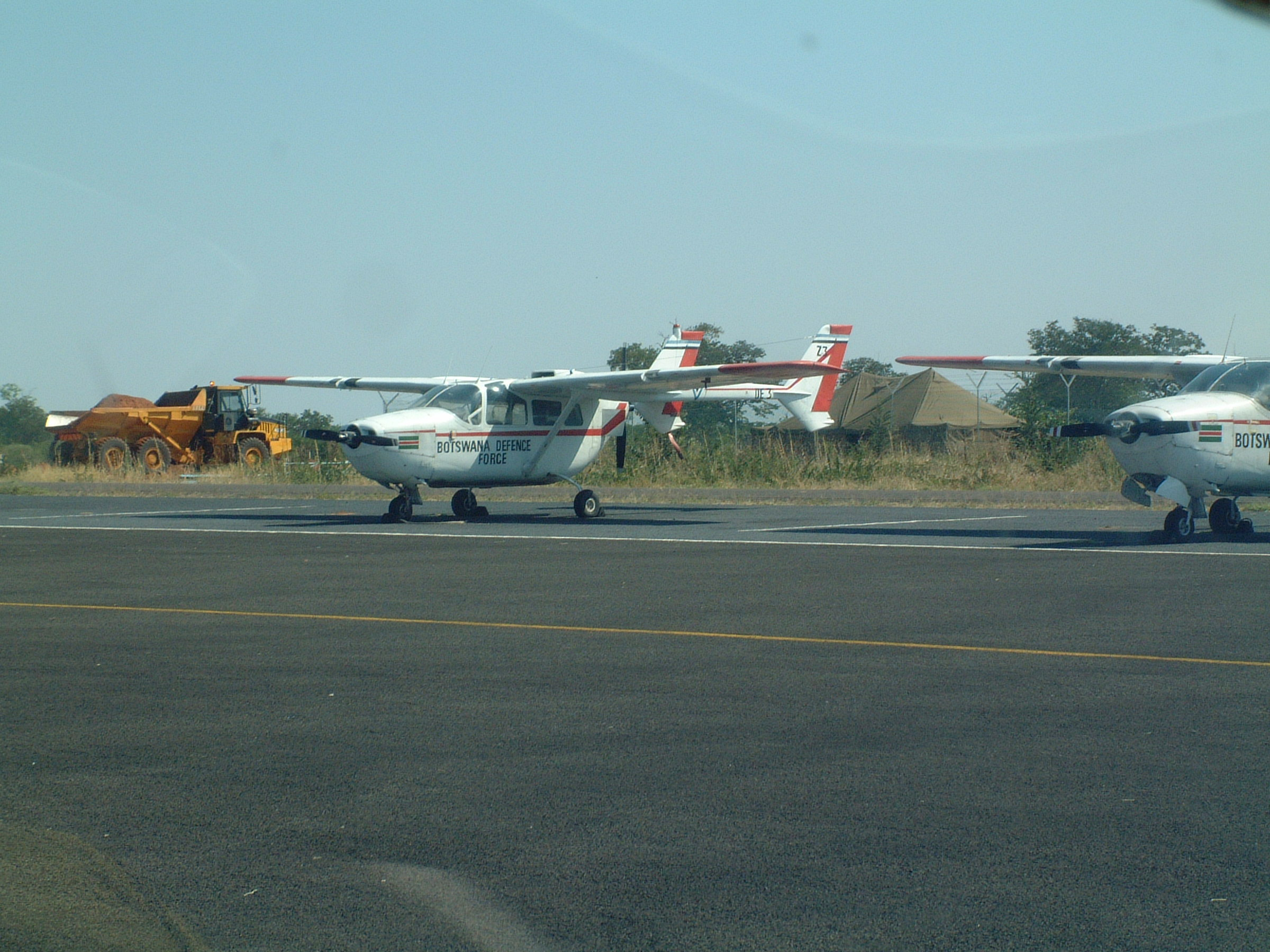
Des O-2 Skymaster en 2002 sur l'aérodrome de Kasane.

Le 7 août 1988, un BAe 125-800 transportant le président Ketumile Masire dans l'espace aérien angolais, et qui n'a pas été identifié par la défense angolaise, est visé par une batterie de missiles sol-air lançant quatre missiles sans succès, puis est endommagé par deux missiles air-air tirés par un MiG-23 de la Force aérienne nationale angolaise, pilotés par un pilote de l'armée de l'air cubaine et effectue un atterrissage d'urgence. Plusieurs passagers, dont le président, sont blessés.
Le Botswana commença à recevoir des BAC Strikemaster d'occasion anciennement koweïtiens et kényans reconditionnés en 1987, dont deux furent par la suite transférés à la Côte d'Ivoire. Ils sont retirés en 1997 et remplacés par un premier lot de dix Canadair CF-5A monoplaces et trois Canadair CF-5D biplaces modernisés anciennement de l'Aviation royale canadienne, achetés pour environ 50 millions de dollars américains à Bristol Aerospace (en), désignés localement BF-5. Ils sont livrés entre mars 1996 et septembre 1997 et assignés à l'escadron Z28, mais un CF-5A s'écrase en mars 1997 lors d'un spectacle aérien. Trois autres CF-5A et deux CF-5D sont livrés en 2000. Armés de paniers de roquettes et de bombes, ils ne disposent pas, à priori, de missiles air-air.

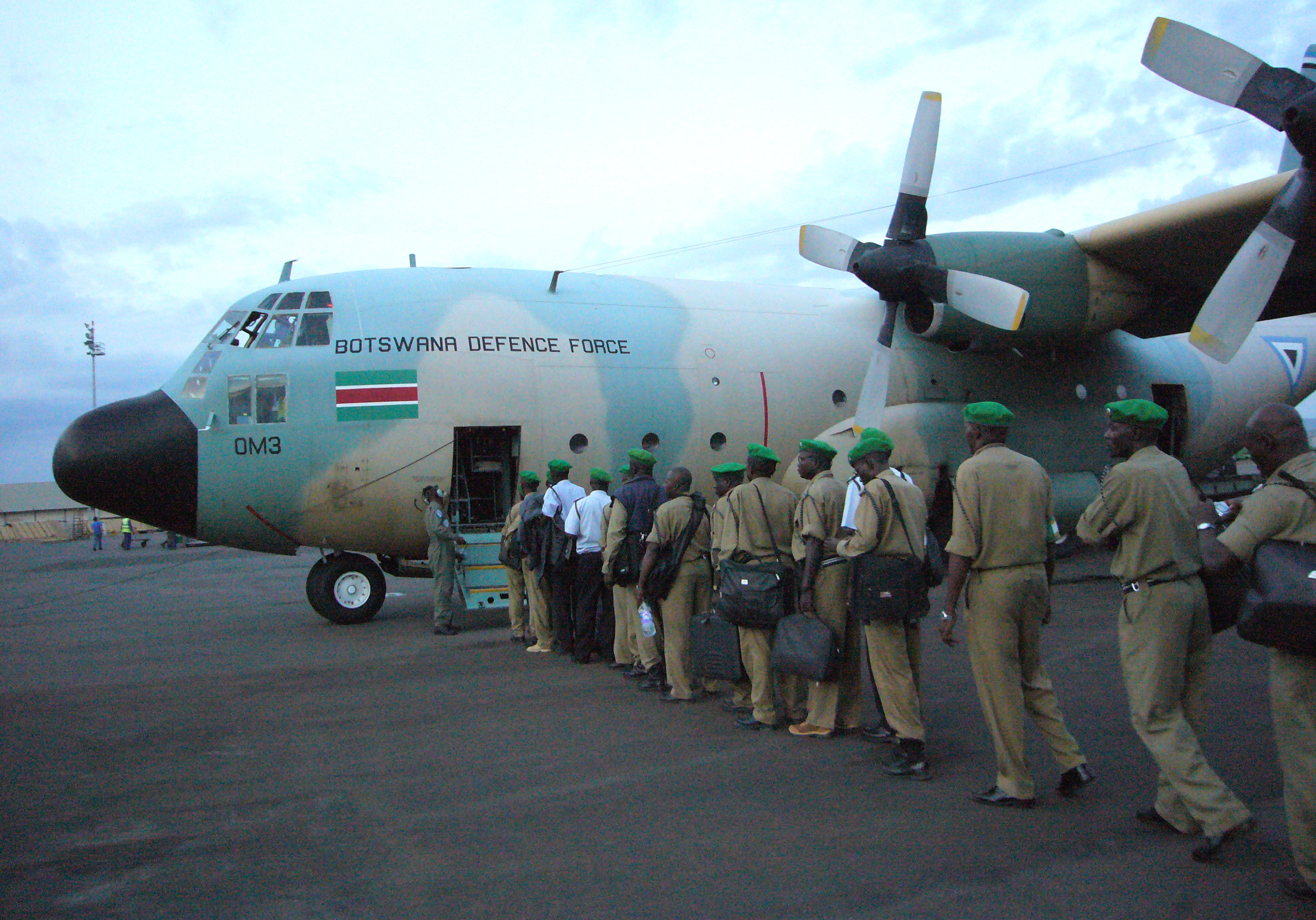
Aéroport de Kigali au Rwanda en 2006: des policiers ougandais ayant participé pendant un an à la mission de l'Union africaine dans la guerre civile au Darfour montent en à bord d'un C-130 du Botswana.

Le 23 novembre 1999, un Britten-Norman Islander est accidenté, entrainant la mort de trois membres d'équipage. Le 9 février 2017, un CASA C-212 est détruit, entrainant la mort de trois personnes. Le 27 avril 2018, un CF-5 s'est écrasé, tuant son pilote.

## Organisation

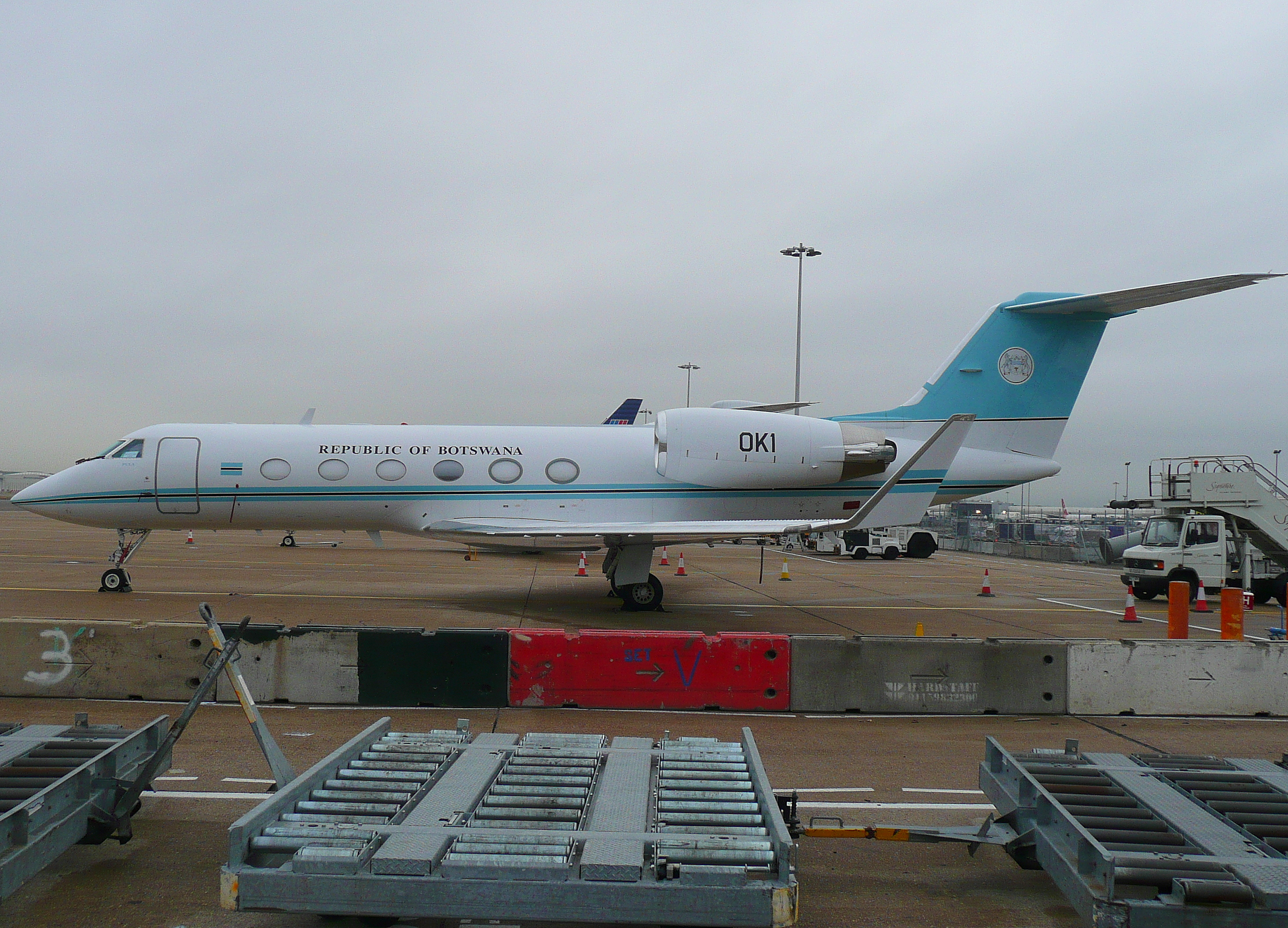
Un Gulfstream IV alors utilisé pour le transport des autorités gouvernementales en 2008. Il est remplacé depuis 2015 par un Bombardier Global Express.

Ses escadrons sont désignés par la lettre Z suivie d'un numéro. 
Sa principale base aérienne jusqu'au début des années 1990 se situe sur l'aéroport international de Gaborone
Depuis la base principale est l'aéroport de Thebephatshwa (en) à 24 km de Molepolole qui a été construit principalement par des entrepreneurs étrangers à partir de 1992 et a été achevé en 1996 pour accueillir les CF-5.
Une troisième base se situe à Francistown.
Les pilotes de chasse lors de la réception des CF-5 dans les années 1990 ont été formés sur T-38 Talon par l’USAF. En 2013 et 2014, plusieurs pilotes de F-5 effectuent des entrainements chez l'entreprise Tactical Air Support, Inc (en). En octobre 2017, seuls cinq pilotes, sur les onze qualifiés pour piloter le chasseur, étaient opérationnels en raison du très faible nombre (3) d'heures de vol par mois.

## Aéronefs
Les appareils en service en 2016 sont les suivants :
| Aéronefs                    | Origine          | Type                         | En service      | Versions                | Notes |                 |
| Avion de chasse             | Avion de chasse  | Avion de chasse              | Avion de chasse | Avion de chasse         | Avion de chasse | Avion de chasse |
| --------------------------- | ---------------- | ---------------------------- | --------------- | ----------------------- | --- | --------------- |
| Canadair CF-5               | Canada           | Avion de chasse              | 103             | CF-5ACF-5B              | 13 monoplaces Canadair CF-5 et 5 biplaces CF-5B ex-canadiens livrés entre 1996 et 2000. Ils sont désignés localement BF-5,. Un détruit en 1996 et un autre à décompter du tableau en 2018. |                 |
| Avion de reconnaissance     |                  |                              |                 |                         | |                 |
| Cessna O-2                  | États-Unis       | Avion de reconnaissance      | 2               | O-2 Skymaster           | 9 livrés pour la lutte contre le braconnage en 1993. |                 |
| Avion de transport          |                  |                              |                 |                         | |                 |
| Lockheed C-130 Hercules     | États-Unis       | Avion de transport           | 3               | C-130B                  | Ex-USAF, livré en novembre 1997, le 22 mars 2000 et en février 2011. |                 |
| Britten-Norman Islander     | Royaume-Uni      | Avion de transport léger     | 26              | BN-2BN-2B               | Deux accidentés et un abattu entre 1978 et 1999. |                 |
| CASA C-212                  | Espagne          | Avion de transport           | 2               | C-212-300               | Un détruit depuis le 9 février 2017. |                 |
| CASA CN-235                 | Union européenne | Avion de transport           | 2               | CN-235M-100             | |                 |
| Pilatus PC-12               | Suisse           | Avion de transport           | 2               | PC-12/47E (PC-12NG)     | Immatriculés JK-1 et JK-2 |                 |
| Dornier 328                 | Allemagne        | Avion de transport VIP       | 1               | Dornier328-110          | |                 |
| Beechcraft King Air         | États-Unis       | Avion de transport VIP       | 1               | 200 King Air            | |                 |
| Bombardier Global Express   | Canada           | Avion de transport VIP       | 1               |                         | Utilisé pour le transport présidentiel depuis 2015. |                 |
| Pilatus PC-24               | Suisse           | Avion de transport VIP       | 1               |                         | Immatriculé DS-1, livré en 2018 |                 |
| Avion d'entraînement        |                  |                              |                 |                         | |                 |
| Pilatus PC-7                | Suisse           | Avion d'entraînement         | 5               | PC-7 MkII Turbo Trainer | Livrés en 2012 et entré en service officiellement le 8 février 2013. Ils remplacent 7 PC-7 de première génération en service de 1990 à 2012                                                |                 |
| Hélicoptère                 |                  |                              |                 |                         | |                 |
| Aérospatiale AS350 Écureuil | France           | Hélicoptère utilitaire léger | 8               | AS350B                  | Les 3 derniers livrés en 2000 |                 |
| Bell 412                    | États-Unis       | Hélicoptère utilitaire       | 25              | Bell 412EPBell 412SP    | |                 |